# Ignacy Tokarczuk
Ignacy Marcin Tokarczuk (ur. 1 lutego 1918 w Łubiankach Wyższych, zm. 29 grudnia 2012 w Przemyślu) – polski duchowny rzymskokatolicki, doktor filozofii, biskup diecezjalny przemyski w latach 1966–1993 (od 1992 arcybiskup metropolita przemyski), arcybiskup ad personam w latach 1991–1992, od 1993 arcybiskup senior archidiecezji przemyskiej. Kawaler Orderu Orła Białego.

## Życiorys
Urodził się 1 lutego 1918 w Łubiankach Wyższych. W latach 1931–1937 był uczniem Państwowego Gimnazjum im. Henryka Sienkiewicza w Zbarażu, gdzie w 1937 złożył egzamin dojrzałości. W 1937 rozpoczął studia filozoficzno-teologiczne na Wydziale Teologicznym Uniwersytetu Jana Kazimierza oraz formację kapłańską w Metropolitalnym Wyższym Seminarium Duchownym we Lwowie. Jesienią 1939, po zajęciu Lwowa przez Sowietów i zlikwidowaniu wydziału i seminarium, musiał przerwać studia. Do września 1940 ukrywał się w Łubiankach Wyższych przed przymusowym poborem do Armii Czerwonej. W latach 1940–1942 kontynuował konspiracyjne studia w seminarium lwowskim. Święceń prezbiteratu udzielił mu 21 czerwca 1942 w kościele pokarmelickim (kościele seminaryjnym) we Lwowie miejscowy biskup pomocniczy Eugeniusz Baziak. W latach 1946–1949 uzupełniał edukację w Studium Zagadnień Społeczno-Gospodarczych Wsi przy Wydziale Ekonomii i Prawa Katolickiego Uniwersytetu Lubelskiego, a w latach 1947–1950 studiował także na Wydziale Filozofii tej samej uczelni, uzyskując tamże w 1950 magisterium, a w 1951 doktorat na podstawie dysertacji Zależność rozwoju indywidualno-społecznego człowieka od dóbr materialnych w nauce św. Tomasza z Akwinu.
Od sierpnia 1942 był wikariuszem parafii św. Stanisława Biskupa w Złotnikach, gdzie angażował się w tajne nauczanie. W lutym 1944 ostrzeżony o wydaniu na niego wyroku śmierci przez Ukraińską Powstańczą Armię zbiegł do Lwowa. W miejscowej parafii św. Marii Magdaleny pracował jako wikariusz. W listopadzie 1945 wydalony z miasta, przez Łańcut udał się do Katowic. Tam w grudniu 1945 objął wikariat przy będącej w budowie katedrze Chrystusa Króla. Po kilku miesiącach, popadłszy w konflikt z lokalnymi działaczami Polskiej Partii Robotniczej, został skierowany na studia na Katolickim Uniwersytecie Lubelskim, dzięki czemu uniknął represji. W trakcie studiów w latach 1947–1950 świadczył posługę duszpasterską w Lęborku i organizował placówkę parafialną św. Michała Archanioła w Łebuni. W latach 1951–1952 pełnił funkcję kapelana studentek Katolickiego Uniwersytetu Lubelskiego. W 1952 wyjechał do Olsztyna, rezygnując z pracy na KUL-u w proteście przeciwko wprowadzeniu na uniwersytet komunistycznego Związku Młodzieży Polskiej. W diecezji warmińskiej pomagał w pracy duszpasterskiej w Orzechowie i w Pluskach, w latach 1953–1956 był administratorem parafii św. Wawrzyńca w Gutkowie, od 1957 do 1959 prowadził duszpasterstwo akademickie dla studentów Wyższej Szkoły Rolniczej w Kortowie, a w 1959 objął stanowisko sędziego prosynodalnego w sądzie biskupim w Olsztynie.
W 1947 został młodszym asystentem przy Seminarium Ekonomicznym, a w 1951 asystentem na Wydziale Filozofii Katolickiego Uniwersytetu Lubelskiego. W latach 1951–1952 prowadził na KUL-u proseminarium, a w Wyższym Seminarium Duchownym w Lublinie historię filozofii. Od 1952 do 1962 wykładał przedmioty filozoficzne i katolicką naukę społeczną w Wyższym Seminarium Duchownym „Hosianum” w Olsztynie. W latach 1962–1965 był zatrudniony na stanowisku adiunkta na Sekcji Teologii Pastoralnej Wydziału Teologicznego Katolickiego Uniwersytetu Lubelskiego. W 1964 został członkiem Komisji ds. Studentów oraz drugim zastępcą dyrektora konwiktu księży-studentów w Lublinie.
Biskupem został w wyniku niedopatrzenia władz PRL, które – mając możliwość zawetowania nieakceptowanego nominata – nie złożyły sprzeciwu w wyznaczonym terminie. 3 grudnia 1965 papież Paweł VI mianował go biskupem diecezjalnym diecezji przemyskiej. Diecezję objął kanonicznie 21 grudnia 1965. 6 lutego 1966 otrzymał święcenia biskupie i odbył ingres do bazyliki katedralnej Wniebowzięcia Najświętszej Maryi Panny i św. Jana Chrzciciela w Przemyślu. Głównym konsekratorem był kardynał Stefan Wyszyński, prymas Polski, zaś współkonsekratorami biskupi pomocnicy przemyscy: Wojciech Tomaka i Stanisław Jakiel. Na zawołanie biskupie wybrał słowa „Deus Caritas” (Bóg jest Miłością).
Jako biskup diecezjalny polecił wybudować nowy gmach seminarium. Wprowadził reformę studiów teologicznych. Przyczynił się do reaktywowania w 1975 kapituł kolegiackich w Jarosławiu i Brzozowie. Pomimo braku zezwoleń władz komunistycznych na budowy kościołów i nakładania kar na budowlańców za jego rządów w diecezji przemyskiej wzniesiono 430 świątyń. Ustanowił 220 nowych parafii, znacząco powiększył liczbę dekanatów, w 1978 podzielił diecezję na 10 archiprezbiteratów. Wspierał opozycję demokratyczną z Komitetu Obrony Robotników, Ruchu Obrony Praw Człowieka i Obywatela, Komitetu Samoobrony Chłopskiej Ziemi Lubelskiej i NSZZ „Solidarność”. Za swoją bezkompromisową postawę wobec PRL, w szczególności za wystąpienia przeciwko zakłamaniu systemu i ateizacji społeczeństwa, był inwigilowany i szykanowany przez władze i służbę bezpieczeństwa. Zyskał miano „biskupa niezłomnego”. 2 czerwca 1991, goszcząc papieża Jana Pawła II w Rzeszowie w czasie jego IV podróży apostolskiej do Polski, został wyniesiony do godności arcybiskupa ad personam, zaś 25 marca 1992 ustanowiony metropolitą nowo powstałej metropolii przemyskiej. Paliusz metropolitalny otrzymał 29 czerwca 1992 w bazylice św. Piotra w Rzymie. 17 kwietnia 1993 Jan Paweł II przyjął jego rezygnację z urzędu arcybiskupa metropolity przemyskiego.
W ramach prac Episkopatu Polski był członkiem Rady Głównej (1967–1993), przewodniczącym Komisji „Iustitia et Pax” (1970–1972), należał do Komisji ds. Duszpasterstwa Ogólnego (1967–1989) oraz Komisji ds. Budowy Kościołów. W 1967 prymas Stefan Wyszyński powołał go do Komisji Wspólnej Episkopatu Polski i Rządu PRL. Nominacja ta została oprotestowana przez stronę rządową i skutkowała wstrzymaniem prac komisji do 1980. W latach 1990–1991 był współprzewodniczącym Komisji Wspólnej Episkopatu Polski i Rządu RP. W 1987 brał udział w Synodzie Biskupów w Rzymie.
Konsekrował biskupów pomocniczych przemyskich: Tadeusza Błaszkiewicza (1970), Stefana Moskwę (1984), Edwarda Białogłowskiego (1988) i Edwarda Frankowskiego (1989). Asystował podczas sakr biskupów: Bolesława Pylaka (1966), Jana Nowickiego (1968), Antoniego Adamiuka (1970), Mariana Rechowicza (1974), Józefa Życińskiego (1990), Jana Styrny (1991) i Wacława Świerzawskiego (1992).
Zmarł 29 grudnia 2012 w Przemyślu. 2 stycznia 2013 został pochowany w krypcie archikatedry przemyskiej.
Stryj polityka Antoniego Tokarczuka.

## Odznaczenia, wyróżnienia, upamiętnienie
W 2006 prezydent RP Lech Kaczyński nadał mu Order Orła Białego. W latach 2007–2009 był członkiem kapituły tego orderu. W 2018 prezydent RP Andrzej Duda odznaczył go pośmiertnie Krzyżem Wolności i Solidarności.
Tytuł doktora honoris causa nadały mu Akademia Teologii Katolickiej w Warszawie (1991) oraz Uniwersytet Rzeszowski (2009). W 2006 miało miejsce uroczyste odnowienie jego doktoratu na Katolickim Uniwersytecie Lubelskim.
Nadano mu honorowe obywatelstwo: Przemyśla (1993), Rzeszowa (1994), Stalowej Woli (1994), Jarosławia (1995), Jasła (1998), gminy Dydnia (1999) i Łańcuta (2006).
Otrzymał Krzyż Obrońcy Lwowa (1981), Honorową Odznakę Żołnierza AK Korpusu „Jodła” (1981), Krzyż Obrony Lwowa 1939–1944 (1987), Odznakę Obszaru Lwowskiego AK, odznakę honorową „Zasłużony dla Województwa Podkarpackiego”. Został wyróżniony Nagrodą Fundacji im. Janiny Ławruk za ratowanie cerkwi greckokatolickich (1979), medalem PTTK „za pomoc i współpracę” (1990), dwukrotnie Medalem im. Franciszka Kotuli – za wkład prac w ratowanie i rozwój zabytków kultury sakralnej Podkarpacia (1991) i za wsparcie dla twórców i badaczy kultury regionu rzeszowskiego (1994). Ponadto uhonorowano go Nagrodą im. Włodzimierza Pietrzaka, Nagrodą im. Stefana Kardynała Wyszyńskiego (1996), medalem Polonia Mater Nostra Est (2003), nagrodą „Świadek Historii” (2012). Przyznano mu honorowe członkostwo: NSZZ „Solidarność” (1995), Związku Sybiraków i Towarzystwa Pomocy im. Brata Alberta. Otrzymał tytuł Małopolanina Roku 1997.
W 2006 otwarto w Sandomierzu Centrum Badań nad Myślą i Dziełem abp. Tokarczuka. W 2008 jego imię nadano Technikum nr 8 w Przemyślu, a w 2010 Szkole Podstawowej i Gimnazjum w Końskiem (gmina Dydnia). Sejm Rzeczypospolitej Polskiej zdecydował o ustanowieniu roku 2018 Rokiem Arcybiskupa Ignacego Tokarczuka.